# Dicranomyia (Dicranomyia) moesta
Dicranomyia (Dicranomyia) moesta is een tweevleugelige uit de familie steltmuggen (Limoniidae). De soort komt voor in het Australaziatisch gebied.